# 자연휴양림
자연휴양림은 수림이 빼어난 국유지를 총망라, 등산과 삼림욕을 즐길 수 있도록 산림청이 조성한 국민휴식공간을 말한다.
1888년 처음 조성되었으며 1990년대 이후 가족단위 여행 추세에 부응하는 레포츠공간으로 활용되고 있다. 2000년까지 100개소를 마련할 예정이다.

## 같이 보기
- 국립자연휴양림관리소